# Drets del col·lectiu LGBT al món
Els drets del col·lectiu LGBT al món varien en funció de la legislació de cada país. En l'actualitat existeix una enorme varietat en la legislació sobre els drets de les persones gais, lesbianes, bisexuals, trans, intersexuals i queer al món, però aquestes diferències han estat presents al llarg de la història de les civilitzacions humanes.

## Història

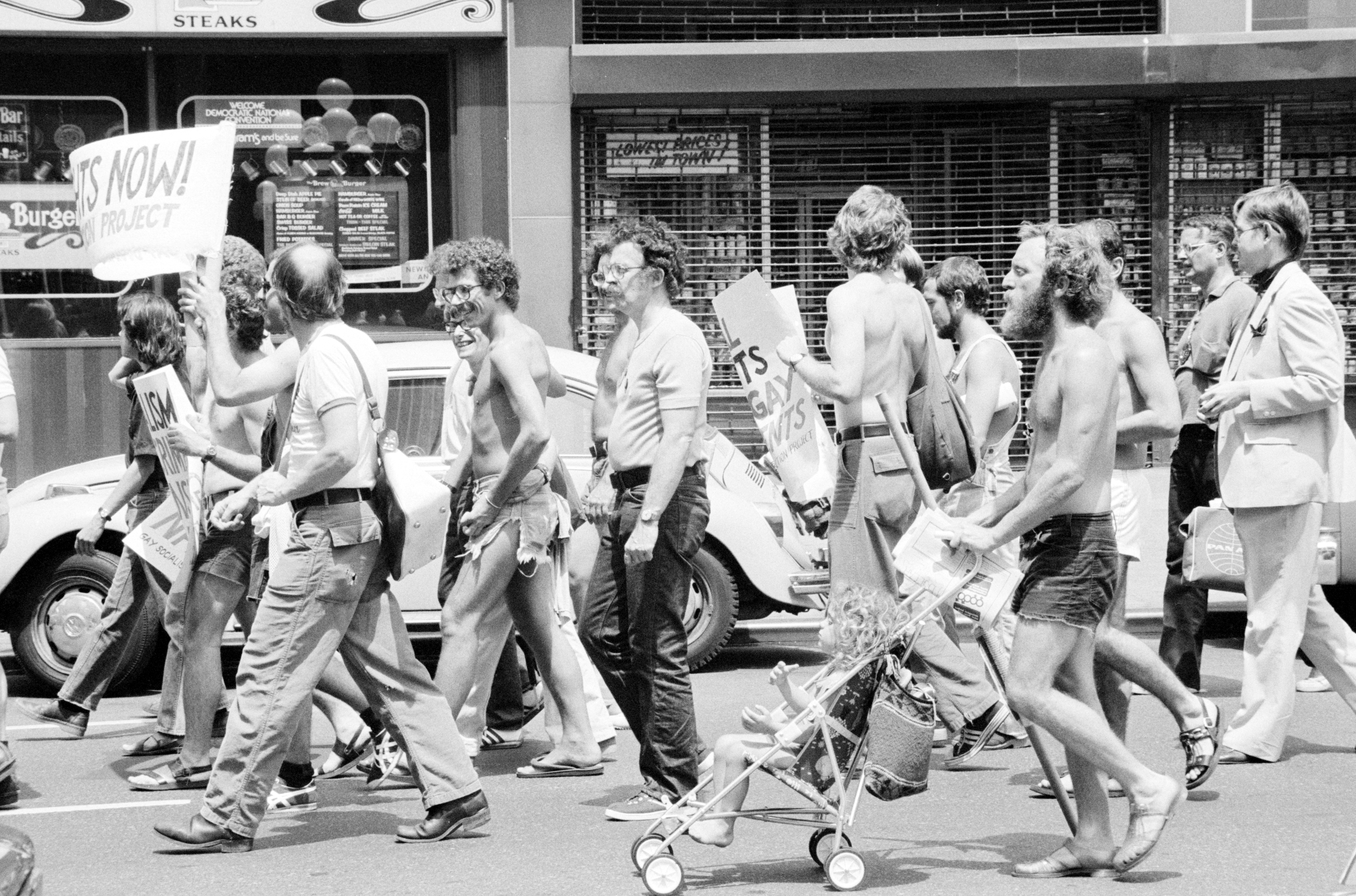
Protestes a favor dels drets dels homosexuals a Nova York el 1976.

Les dades arqueològiques més antigues on es pot interpretar connotacions homoeròtiques apunten cap al 12.000 aC. Civilitzacions antigues de l'Índia, Egipte, Grècia o Amèrica ens han deixat restes de períodes on l'homosexualitat es retratava a la ceràmica, l'escultura, la pintura… S'entén que en diversos períodes de la història l'homosexualitat va ser admesa en algunes civilitzacions. El primer codi penal que punia l'homosexualitat va ser editat a l'Imperi de Genguis Kan, i prohibia la sodomia amb la pena de mort. A Occident les primeres promulgacions de lleis que punien la sodomia daten de1533 a través de la publicació pel Rei Enric VIII d'Anglaterra del codi "Buggery Act" o a través dels canvis en el Codi Penal de Portugal, també el 1533, per influència de la Inquisició. Lleis que prohibien la sodomia, sobretot a les relacions homosexuals, s'aniran promulgant a molts països occidentals. Si tenim en compte que tant Anglaterra, Portugal com Castella eren grans potències colonials en aquella època, les lleis que prohibien les relacions homosexuals també es varen imposar a les seves colònies. En aquest mateix sentit a Alemanya s'edita el Paràgraf 175 el 1871; aquest paràgraf, tot i les temptatives de treure'l del codi penal el 1907 i 1929, va ser emprat pel nazisme per a castigar també els homosexuals. Després de la caiguda del règim de Hitler els homosexuals condemnats varen deixar els camps de concentració però varen haver de complir les penes previstes pel Paràgraf 175.
A poc a poc els moviments gais varen començar a desemmascarar els pressuposts erronis sobre la seva vida, els seus sentiments i les seves accions. Una de les protestes pioneres pels drets dels homosexuals es va celebrar a Nova York el 1976. El 15 de desembre de 1973 l'American Psychiatric Association ja havia retirat l'homosexualitat de la llista de malalties mentals. L'exclusió de l'homosexualitat com a malaltia mental fou revisada per l'Organització Mundial de la Salut (OMS) el dia 17 de maig de 1990 i ratificada el 1992.
El canvi de considerar l'homosexualitat com una malaltia mental a considerar-la un comportament sexual possible entre éssers humans va ser fonamental perquè diversos països poguessin canviar les lleis que castigaven l'homosexualitat, garantint en qualcuns casos els mateixos drets oferts als heterosexuals.

## Principals drets reivindicats
| Homosexualitat legal Matrimoni homosexual1 Algun tipus d'unió civil1 Matrimoni reconegut però no realitzat1 Parella de fet Unions homosexuals no reconegudes | Homosexualitat criminalitzada/restringida Restriccions de llibertat d'expressió Pena sense aplicació Pena de presó Fins a cadena perpètua Pena de mort |

Legislació sobre la identitat i l'expressió de gènere al món
Canvi d'identitat de gènere legal, cirurgia no requerida
Canvi d'identitat de gènere legal, cirurgia requerida
Sense possibilitat de canvi legal
Desconegut/Ambigu

Els drets reivindicats varien d'un país a l'altre i fins i tot entre segments de les comunitats LGBT. Als països que preveuen la pena de mort per a les relacions homosexuals és normal que els defensors dels drets LGBT hi demanin una revisió de la rigidesa de les penes aplicables. De la mateixa manera, homosexuals de qualcuns països poden ser més propensos a defensar drets civils com el dret al matrimoni o a l'herència de béns, mentre que les persones transgènere poden ser més propenses a defensar drets com la llibertat d'expressió de gènere, els tractaments quirúrgics de reassignació de sexe, hormonals i la modificació de nom i sexe legals als registres civils. Simplificant, aquestes reivindicacions podem resumir: 
- El dret a la vida, independentment de l'orientació sexual, la identitat de gènere, la identitat sexual…
- El dret a la integritat social, refusant totes les formes de prejudicis entre homes, dones, gais, lesbianes, bisexuals, transgènere, etc.
- Els drets civils, inclòs el dret al matrimoni civil i a la parella de fet entre persones del mateix sexe, incloent els drets de pensió, herència, adopció, etc. que ordinàriament són garantits a les unions heterosexuals.
- El dret de tractament mèdic, amb què persones transgènere cerquen ser ateses pels organismes de salut públics per a realitzar els tractaments hormonals i/o quirúrgics que condicionin les seves identitats.
- El dret a revisar el nom i el sexe en els registres civils per el col·lectiu transgènere.

### Lluita contra la discriminació
Molts països occidentals han legalitzat l'homosexualitat, seguint recomanacions del Parlament Europeu i del Consell d'Europa.

### Equiparació de drets amb els heterosexuals

#### Unió civil
La unió civil és un dels diversos termes (en la Ciutat de Mèxic existeixen, des del 9 de novembre del 2006, les denominades societats de convivència, concepte que s'aplica no només a parelles home-home i dona-dona, sinó a qualsevol altre parell de persones que, per raons fins i tot no relacionades amb la seva preferència sexual, viuen juntes) usats per a un estat civil similar al matrimoni, creats sobretot per permetre l'accés de les parelles homosexuals als avantatges de les quals gaudeixen els matrimonis heterosexuals. En alguns llocs es disposa també d'unions civils per als heterosexuals que no desitgen formalitzar la seva relació en un matrimoni. Aquestes unions heterosexuals reben el nom legal d'unió lliure. Aquestes unions arriben a ser, en alguns estats, idèntiques al matrimoni, del que només es diferencien en el nom. Les unions civils són regulades en Israel, Hongria, França, Portugal, Croàcia, Luxemburg, Regne Unit, Andorra, Nova Zelanda, República Txeca, Xile, Colòmbia, en alguns estats dels Estats Units (estats de Hawaii, Califòrnia, Districte de Columbia, Maine, Nova Jersey, Washington, Maryland, Oregon, Colorado, Nevada i Illinois, així com en diversos comtats), Itàlia, San Marino, Suïssa (cantons de Ginebra, Zuric, Neuchâtel, Friburg), en part d'Austràlia (estat de Tasmània), en part de Mèxic (Ciutat de Mèxic i l'estat de Coahuila) i al Brasil.

#### Matrimoni homosexual
El matrimoni homosexual és el reconeixement social, cultural i jurídic que regula la relació i convivència de dues persones del mateix sexe, amb iguals requisits i efectes que els existents per als matrimonis entre persones de diferents sexes. Aquest és el pas més avançat per al total equiparamiento de drets i deures entre els ciutadans homosexuals i heterosexuals, i s'ha aprovat en els Països Baixos (2001), Bèlgica (2002), Espanya (2005), Canadà (2005), Sud-àfrica (2006), Noruega (2008), Suècia (2009), Portugal (2010), Islàndia (2010), Argentina (2010), Dinamarca (2012), Uruguai (2013) Estats Units (2015) i, com ja es va esmentar en la secció prèvia, a Mèxic existeix, també des de 2006, la trucada Llei de Societat de Convivència. En altres estats l'assumpte està en debat.

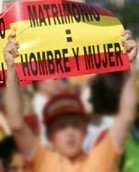
Manifestant del Fòrum de la Família contra el matrimoni homosexual a Espanya.

Aquest és un debat vigent en la resta dels països occidentals, com Estats Units. En aquests debats, habitualment solen estar a favor els sectors progressistes de la societat, és a dir, aquelles organitzacions que estan en pro dels drets de la comunitat LGBT (lèsbic-gai-bisexual-transgènere) i els partits polítics progressistes (la qual cosa no és sinònim d'esquerres, necessàriament), entre els quals es troben majoritàriament els socialdemòcrates, els ecologistes, els centristes i els liberals. En contra del plantejament de canvis en la legislació es troben els sectors conservadors de la societat (les esglésies catòlica com protestant i ortodoxa, principalment), així com dels partits polítics que defensen els seus ideals i/o les maneres de vida tradicionals (els d'ideologies conservadores, nacionalistes o d'extrema dreta) i organitzacions del mateix entorn.
- Arguments a favor: principalment, els qui tenen una postura a favor de la reforma al·leguen que regularitzant el matrimoni homosexual es concedeixen nous drets a un grup de ciutadans (els homosexuals i bisexuals) que fins a aquest moment no tenen/tenien, incomplint d'aquesta manera en alguns casos la Constitució o la legislació vigent (en condemnar la desigualtat i la discriminació, mentre que alguns dels ciutadans no es poden casar amb la persona que volen, mentre una altra part sí que ho poden fer). Amb aquesta extensió de drets, argumenten, no es veuen afectades les llibertats d'altres ciutadans.
- Arguments en contra: solen afirmar que existeix únicament un tipus de família i no diversos tipus, i la seva definició de família diu que es tracta d'una unitat destinada a la procreació i, atès que una parella d'homes, el mateix que una parella de dones, no poden procrear a través dels mitjans "naturals" (els tradicionals), per tant la família queda restringida a la unió d'un home amb una dona. Un altre argument posat en la palestra durant aquests debats és l'arrel etimològica de la paraula matrimoni, que prové del llatí, matri-monium, i significa "unió d'home i dona concertada mitjançant determinats ritus o formalitats legals"[5] Aquest segon argument està especialment orientat en no acceptar que aquestes unions siguin anomenades matrimoni sinó més aviat d'una altra manera, mantenint no obstant això la major part dels drets que això implica.

#### Adopció de fills per part de parelles homosexuals

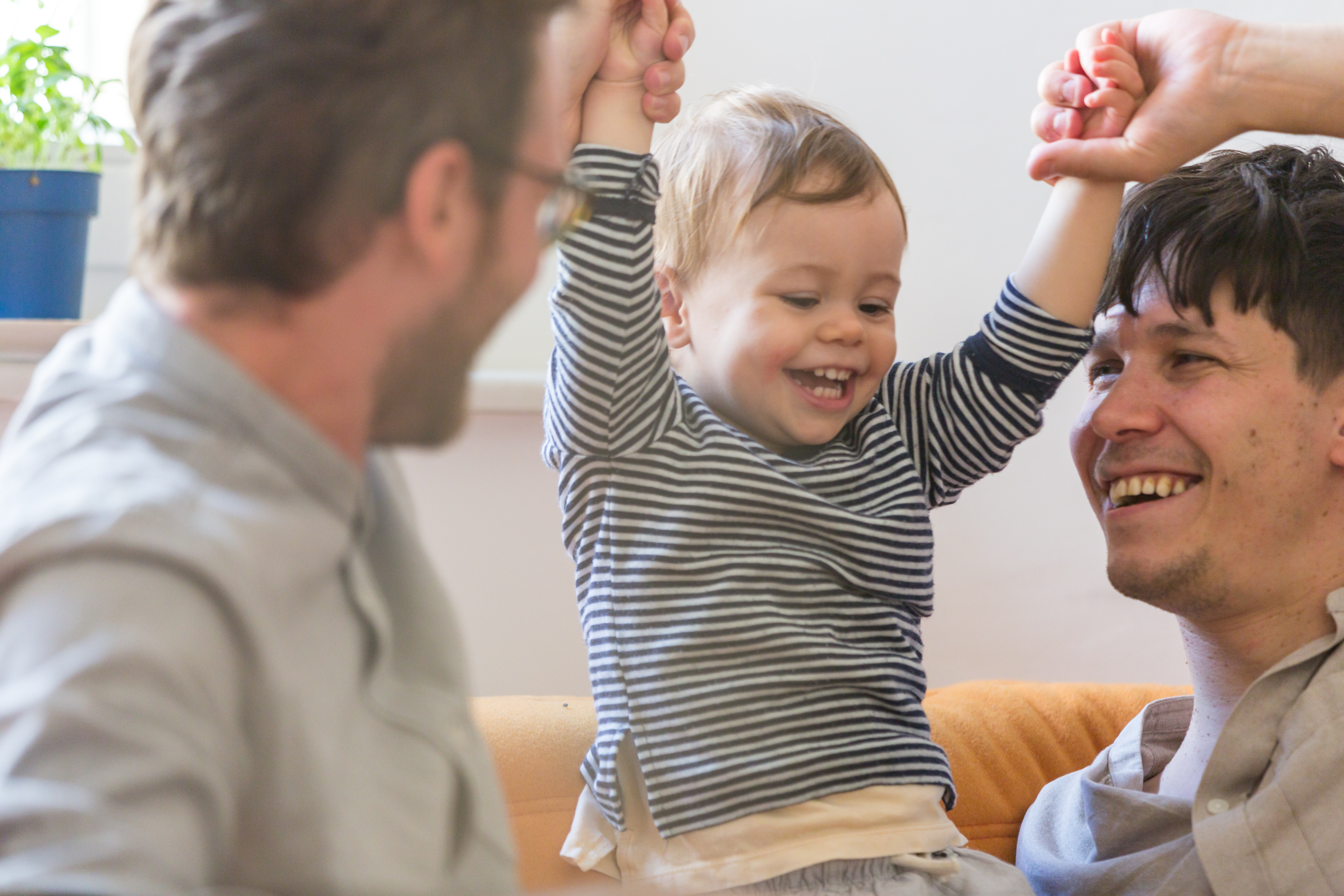
Una parella homosexual cuidant un nadó.

L'adopció de fills per part de parelles homosexuals està autoritzada per llei en un reduït nombre de territoris europeus, nord-americans, i països com Argentina. Dona l'oportunitat a les parelles d'homosexuals de tenir fills, reconeixent-los a tots dos com a pares o mares legals. Aquesta ampliació de drets no sol tenir tant suport popular com altres mesures d'ampliació de drets als membres d'aquest col·lectiu (tals com el matrimoni homosexual), malgrat la qual cosa més del 50 per cent (més de la meitat) de la població de Suècia i dels Països Baixos està d'acord amb aquesta mesura.Eurobarómetro. «Eurobarómetro setembre-octubre de 2006» (en anglès). Eurobarómetro, tardor de 2006. Arxivat de l'original el 2007-01-19. [Consulta: 26 juliol 2007].
L'opinió mèdica està dividida sobre aquest tema: per exemple, alguns consideren que l'important per a un correcte creixement dels menors no és el sexe dels pares, sinó l'afecte donat als seus fills. Importants associacions d'especialistes, com l'Associació Nord-americana de Pediatria o el Col·legi Oficial de Psicòlegs de Madrid, es mostren a favor, i diversos estudis científics sobre aquest tema no han trobat que hi hagi cap desavantatge ni deterioració en el desenvolupament psicològic (ni intel·lectual ni emocional) en els nens o nenes criats per una parella d'homes o per una parella de dones. No obstant això, persones com Dale O'Leary, escriptora i investigadora de l'Associació Mèdica Catòlica dels Estats Units, consideren que existeixen riscos per a un nen el ser adoptat per parelles homosexuals.

## Visió general per continents
Nota:La categorització per colors en els esquemes de més avall només s'ha de prendre com una guia ràpida, de cap manera com a fruit d'un estudi rigorós. Els criteris emprats són els següents:
- Vermell intens: Països que castiguen l'homosexualitat amb la pena de mort o la cadena perpètua.
- Vermell clar: Països que castiguen l'homosexualitat amb penes que no són ni la pena de mort ni la cadena perpètua.
- Verd clar: Països que compleixen almanco una de les tres dades analitzades considerades positives cap al col·lectiu LGBT (aprovació d'algun tipus d'unió homosexual, adopció o lleis contra l'homofòbia).
- Blau cel: Països que compleixen almanco dues de les tres dades analitzades considerades positives cap al col·lectiu LGBT (aprovació d'algun tipus d'unió homosexual, adopció o lleis contra l'homofòbia).
- Blau cel intens: Països que equiparen les unions homosexuals amb les heterosexuals, a més de tenir lleis contra l'homofòbia.

Τambé cal tenir present que hi ha països on tot i no haver-hi una legislació punitiva o contrària als homosexuals aquests són víctimes d'una persecució consentida pel poder; de la mateixa manera hi ha països on es conserva una legislació contra el col·lectiu LGBT que tanmateix no s'aplica.
Menció especial mereixen els països federals, on potser hi ha disparitat de criteris depenent de l'estat (per exemple els EUA, Austràlia, l'Argentina, el Brasil o Mèxic). En aquest cas s'ha optat per reflectir el criteri general.

### Àfrica
| País                            | Lleis contra l'homosexualitat | Pena                          | Unions homosexuals | Lleis en contra de l'homofòbia | Adopció | Ampliació |
| Algèria                         | Sí                            | Multa - 3 anys                | -                  | No                             | No      | |
| Angola                          | Sí                            | Camps de treball              | -                  | No                             | No      | [ 8 ] |
| Benín                           | Sí                            | 3 anys                        | -                  | No                             | No      | |
| Botswana                        | No                            | No                            | -                  | No                             | No      | |
| Burkina Faso                    | No                            | -                             | -                  | No                             | No      | |
| Burundi                         | No                            | -                             | -                  | No                             | No      | |
| el Camerun                      | Sí                            | Multa - 5 anys                | -                  | No                             | No      | |
| Cap Verd                        | No                            | -                             | -                  | No                             | No      | |
| les Comores                     | No                            | -                             | -                  | No                             | No      | |
| el Congo                        | No                            | -                             | -                  | No                             | No      | |
| Costa d'Ivori                   | No                            | -                             | -                  | No                             | No      | - |
| Djibouti                        | Sí                            | 10 - 12 anys                  | -                  | No                             | No      | |
| Egipte                          | No*                           | -                             | No                 | No                             | No      | Comunicat de l'ILGA |
| Guinea Equatorial               | No                            | -                             | -                  | No                             | No      | - |
| Eritrea                         | Sí                            | 3 - 10 anys                   | -                  | No                             | No      | - |
| Etiòpia                         | Sí                            | 10 dies - 3 anys              | -                  | No                             | No      | |
| el Gabon                        | No                            | -                             | -                  | No                             | No      | - |
| Gàmbia                          | Sí                            | Multa - 14 anys               | -                  | No                             | No      | - |
| Ghana                           | Sí                            | ?                             | -                  | No                             | No      | |
| Guinea                          | Sí                            | 6 months - 3 anys             | -                  | No                             | No      | - |
| Guinea Bissau                   | Sí                            | Camps de treball              | -                  | No                             | No      | [ 9 ] |
| Kenya                           | Només masculina               | Multa - 14 anys               | -                  | No                             | No      | |
| Lesotho                         | Només masculina               | ?                             | -                  | No                             | No      | - |
| Libèria                         | Sí                            | Multa                         | -                  | No                             | No      | - |
| Líbia                           | Sí                            | Multa - 5 anys                | -                  | No                             | No      | - |
| Madagascar                      | No                            | -                             | -                  | No                             | No      | - |
| Malawi                          | Sí                            | ? - 14 anys                   | -                  | No                             | No      | - |
| Mali                            | No                            | -                             | -                  | No                             | No      | |
| Mauritània                      | Sí                            | Pena de mort                  | -                  | No                             | No      | - |
| Mauritània                      | Sí                            | Multa - 5 anys                | -                  | No                             | No      | - |
| el Marroc                       | Sí                            | 6 mesos - 3 anys              | -                  | No                             | No      | |
| Moçambic                        | Sí                            | Camps de treball              | -                  | No                             | No      | [ 10 ] |
| Namíbia                         | No                            | -                             | -                  | Sí                             | No      | Protecció constitucional per a l'orientació sexual i lleis contra la discriminació en el codi laboral des de 1992.                                                            |
| Níger                           | No                            | -                             | -                  | No                             | No      | |
| Nigèria                         | Sí*                           | 5 - 14 anys/Pena de mort      | -                  | No                             | No      | *Àrees sota la xara tenen instituïda la pena de mort per a homes i dones. La defensa o suport dels drets LGBT estan castigats fins amb 4 anys de presó.                       |
| la República Centreafricana     | No                            | -                             | -                  | No                             | No      | |
| República Democràtica del Congo | No                            | -                             | No                 | No                             | No      | |
| Ruanda                          | No                            | -                             | -                  | No                             | No      | ,. |
| São Tomé i Príncipe             | Sí                            | Camps de treball              | -                  | No                             | No      | [ 14 ] |
| el Senegal                      | Sí                            | 1 mes - 5 anys                | -                  | No                             | No      | - |
| Seychelles                      | Sí                            | Multa - 2 anys                | -                  | No                             | No      | - |
| Sierra Leone                    | Sí                            | Cadena perpètua               | -                  | Sí                             | No      | |
| Somàlia                         | Sí*                           | 3 mesos - 3 anys/Pena de mort | -                  | No                             | No      | *Àrees sota la xara tenen instituïda la pena de mort per a homes i dones. |
| Sud-àfrica                      | No                            | -                             | Sí                 | Sí                             | Sí      | Protecció constitucional per a l'orientació sexual a Sud-àfrica des de 1996; ha estat el primer país d'Àfrica a legalitzar el matrimoni homosexual.                           |
| Sudan                           | Sí                            | 5 anys - Pena de mort         | -                  | No                             | No      | - |
| Swazilàndia                     | Només masculina               | Multa US$90 - Presó           | -                  | No                             | No      | |
| Tanzània                        | Sí                            | Multa - 25 anys               | -                  | No                             | No      | A Zanzíbar els actes d'homosexualitat masculina estan castigats amb fins a 25 anys de presó o multa. Els actes lèsbics hi estan castigats amb fins a 7 anys de presó o multa. |
| Togo                            | Sí                            | Multa - 3 anys                | -                  | No                             | No      | - |
| Tunísia                         | Sí                            | Multa - 3 anys                | -                  | No                             | No      | - |
| Txad                            | No                            | -                             | -                  | No                             | No      | |
| Uganda                          | Només masculina               | Multa - Cadena perpètua       | -                  | No                             | No      | El primer país del món a tenir una prohibició constitucional expressa del matrimoni homosexual (des del 2004).                                                                |
| Zàmbia                          | Només masculina               | Multa - 14 anys               | -                  | No                             | No      | - |
| Zimbabwe                        | Només masculina               | Multa - 1 anys                | -                  | No                             | No      | , |

### Amèrica del NordiAmèrica Central
| Estat                          | Lleis contra l'homosexualitat | Pena                        | Unions homosexuals | Lleis en contra de l'homofòbia | Adopció | Ampliació |
| Antigua i Barbuda              | Sí | 15 anys                     | - | No                             | -       | |
| les Bahames                    | No, però el sexe homosexual "en públic" està castigat amb 20 anys de presó, i l'edat mínima per a consentir sexe homosexual és de 18 anys, mentre que per a l'heterosexual és de 16 | -                           | - | No                             | -       | |
| Barbados                       | Sí | Cadena perpètua             | - | No                             | -       | Lleis actualment en revisió. |
| Belize                         | Sí* | 10 anys                     | - | No                             | -       | *L'homosexualitat es va tornar a considerar crim des de 2003 |
| Canadà                         | No | -                           | Sí | Sí                             | Sí      | |
| Costa Rica                     | No | -                           | En consideració | Sí*                            | -       | *Llei antidiscriminació d'ençà del 1998. Vegeu World Legal wrap up survey; El matrimoni homosexual i "la sodomia escandalosa" està prohibida. |
| Cuba                           | No | -                           | Sí | Sí                             | -       | L'any 2019 la nova constitució cubana prohibí la discriminació per raons d'orientació sexual i d'identitat de gènere. El 2022 es van reconèixer el matrimoni homosexual i les unions civils. |
| Dominica                       | Sí | 10 anys                     | - | No                             | -       | Des de 1995 fins al 2000 35 persones varen ser arrestades pel crim d'homosexualitat. |
| Estats Units                   | No | -                           | Matrimoni homosexual a nivell federal. Unions civils a Hawaii, Califòrnia, Districte de Columbia, Maine, Nova Jersey, Washington, Maryland, Oregon, Colorado, Nevada i Illinois, així com en diversos comtats | Sí                             | Sí      | Human Rights Campaign |
| Grenada                        | Només masculina | 10 anys                     | - | No                             | -       | |
| Groenlàndia                    | No | -                           | Sí | Sí                             | -       | |
| Guatemala                      | No | -                           | - | No                             | -       | |
| Haití                          | No | -                           | - | No                             | -       | |
| Hondures                       | No | -                           | - | No                             | -       | El matrimoni homosexual i l'adopció foren constitucionalment prohibides d'ençà del 2005. |
| Jamaica                        | Només masculina | 10 anys de treballs forçats | - | No                             | -       | Jamaica ha estat considerat el pitjor lloc d'Amèrica per al col·lectiu LGBT. |
| Mèxic                          | No | No                          | Unions civils**Matrimoni homosexual*** | Sí*                            | Sí***   | *El Congrés Mexicà va reformar la Constitució el 2001 per a prohibir qualsevol tipus de discriminació; el 2003 aquest canvi va donar lloc a la Llei Federal per Prevenir la Discriminació, que prohibeix la discriminació per l'orientació sexual. ** Ciutat de Mèxic i Coahuila *** Ciutat de Mèxic |
| Nicaragua                      | No | -                           | - | No                             | -       | Un nou codi penal, de l'1 de març de 2008, va legalitzar l'homosexualitat. |
| Panamà                         | ? | -                           | - | No                             | -       | ? Amb seguretat al col·lectiu LGTB només li està vetada l'entrada a l'exèrcit i a la policia, tot i que hi ha investigacions que diuen que la discriminació va més enllà. |
| Puerto Rico                    | No | -                           | - | En consideració*               | -       | *Unions civils |
| República Dominicana           | No | -                           | - | No                             | -       | - |
| Saint Kitts i Nevis            | Només masculina | 10 anys                     | - | No                             | -       | - |
| Saint Lucia                    | Només masculina | Multa-10 anys               | - | No                             | -       | - |
| Saint Vincent i les Grenadines | Sí | Multa-10 anys               | - | No                             | -       | - |
| El Salvador                    | No | -                           | No | No                             | No      | |
| Trinitat i Tobago              | Sí* | 25 anys                     | No | No                             | No      | * Segons l'article 8 (18/1) de la Llei d'Immigració als homes i a les dones homosexuals no els és permès entrar al país. |

### Amèrica del Sud
| Estat     | Lleis contra l'homosexualitat                                            | Pena            | Unions homosexuals                 | Lleis en contra de l'homofòbia | Adopció | Ampliació |
| Argentina | No                                                                       | -               | Matrimoni homosexual               | Sí                             | Sí      | Va ser el primer país d'Amèrica Llatina en legalitzar el matrimoni homosexual i el segon del continent americà després del Canadà                                              |
| Bolívia   | No                                                                       | -               | -                                  | Sí                             | No      | - |
| · Brasil  | No                                                                       | -               | Matrimoni homosexual               | Sí*                            | Sí      | *Protecció constitucional a l'orientació sexual a alguns estats del Brasil. |
| · Xile    | No                                                                       | -               | Matrimoni homosexual               | Sí                             | Sí      | - |
| Colòmbia  | No                                                                       | -               | Matrimoni homosexual               | Sí                             | Sí      | - |
| Equador   | No                                                                       | -               | Unions Civils                      | Sí                             | No      | - |
| Guyana    | Només masculina                                                          | Cadena perpètua | -                                  | En consideració                | No      | La protecció de l'orientació sexual va estar a punt de ser inclosa a la Constitució de la Guyana, però el "Consell d'esglésies" va aturar i bloquejar aquesta reforma el 2003. |
| Paraguai  | No                                                                       | -               | No                                 | No                             | No      | |
| · Perú    | No                                                                       | -               | -                                  | Sí                             | No      | - |
| Surinam   | No, 18 anys per consentir activitats homosexuals, 16 per a heterosexuals | -               | No                                 | No                             | No      | - |
| Uruguai   | No                                                                       | -               | Matrimoni homosexual/Unions Civils | Sí                             | Sí      | - |
| Veneçuela | No                                                                       | -               | No                                 | Sí                             | No      | El 1999 la Llei Orgànica Laboral va atorgar protecció al col·lectiu LGBT. |

### Àsia
| Estat               | Lleis contra l'homosexualitat                                               | Pena                                                                     | Unions homosexuals                                                  | Lleis en contra de l'homofòbia | Adopció | Ampliació |
| Afganistan          | ?                                                                           | ?                                                                        | No                                                                  | No                             | ?       | ? - D'ençà de l'enderrocament dels talibans hi ha hagut un període de caos mentre continuen les batalles entre les forces de l'OTAN i la resistència; en aquest context no és possible establir un criteri clar, però tot apunta que la pena de mort imposada per l'anterior règim als homosexuals no s'aplicarà molt més temps.                                                    |
| Aràbia Saudita      | Sí                                                                          | Pena de mort                                                             | -                                                                   | No                             | No      | |
| Bahrain             | Només masculina                                                             | Multa - 10 anys                                                          | -                                                                   | No                             | No      | |
| Bangladesh          | Sí                                                                          | 10 anys - Cadena perpètua                                                | -                                                                   | No                             | No      | - |
| Bhutan              | No                                                                          | No                                                                       | -                                                                   | No                             | No      | Legalitzat el 2021. Prèviament, no es coneix cap cas de ningú que hagués estat acusat alguna vegada d'aquest delicte. Poc se'n sap sobre la vida LGBT a Bhutan, i és que la cultura bhutanesa no comparteix el punt de vista occidental sobre heterosexualitat i homosexualitat. Algunes persones l'han anomenat fins i tot una societat bisexual, però és una idea molt discutida. |
| Brunei              | Sí                                                                          | Multa - 10 anys                                                          | -                                                                   | No                             | No      | - |
| Cambodja            | No                                                                          | -                                                                        | -                                                                   | No                             | No      | S'ha demanat al rei Norodom Sihanouk que legalitzàs el matrimoni homosexual. |
| Corea del Nord      | No                                                                          | -                                                                        | -                                                                   | No                             | No      | No està permesa cap discussió pública o refèrencia a l'homosexualitat. |
| Corea del Sud       | No                                                                          | -                                                                        | -                                                                   | No                             | No      | L'homosexualitat no es menciona a la constitució, al codi civil o al codi penal tot i que a la pràctica hi ha discriminació contra els gais i se censuren pàgines web gais. El codi penal militar castiga els actes homosexuals realitzats en temps de servei. |
| Emirats Àrabs Units | Sí                                                                          | ? - Pena de mort                                                         | -                                                                   | No                             | No      | - |
| Hong Kong           | No                                                                          | -                                                                        | -                                                                   | En consideració                | No      | - |
| Filipines           | No                                                                          | -                                                                        | Pro gay Philippines(1994),Lad-lad (2006)                            | En consideració                | No      | |
| Iemen               | Sí                                                                          | Fuetades - Pena de mort                                                  | -                                                                   | No                             | No      | - |
| L'Índia             | No                                                                          | -                                                                        | No                                                                  | No                             | No      | |
| Indonèsia           | No/Sí*                                                                      | -                                                                        | -                                                                   | No                             | No      | *El 2002, una llei del parlament nacional donava el dret a la província d'Aceh d'aplicar la xara. Aquesta llei només s'aplica als musulmans.; el 2003, una proposta per criminalitzar l'homosexualitat a nivell nacional ha fracassat. |
| Iran                | Sí                                                                          | Per als homes:Presó - Pena de mort. La situació de la dona no està clara | -                                                                   | No                             | No      | Les operacions de canvi de sexe es fan amb el suport governamental com a mitjà de curar una malaltia d'identitat de gènere. El dret iranià tanmateix no està formalment ordenat i els oficials governamentals n'abusen sovint. A 2007 el govern iranià va anunciar que va ejecutar pel "delicte d'homosexualitat" a uns detinguts.                                                  |
| Iraq                | No*                                                                         | -                                                                        | -                                                                   | No                             | No      | *Cap de les previsions del codi penal iraquià no penalitzen l'homosexualitat. Amb l'ocupació dels EUA es recuperà el codi penal en la seva edició original de 1969, que el 2001 s'havia esmenat per a incloure-hi la pena de mort per a actes homosexuals. Tanmateix les forces d'ocupació estan actualment per a acabar amb els assassinats de gais arreu del país.                |
| Israel              | No                                                                          | -                                                                        | Unions Civils; reconeixement dels matrimonis homosexuals estrangers | Sí                             | ?       | Gran suport a donar reconeixement legal a les parelles homosexuals. És l'únic estat del Pròxim Orient que dona suport als drets homosexuals a la legislació. L'exèrcit d'Israel requereix el servei militar sense cap distinció basada en l'orientació sexual. |
| Japó                | No, però a algunes prefectures cal una edat mínima de consentiment més alta | -                                                                        | -                                                                   | Sí                             | No      | Una llei antidiscriminació a partir de la llei dels drets humans (2001) va fracassar el 2002 i el 2005. |
| Jordània            | No*                                                                         | -                                                                        | -                                                                   | No                             | No      | *Tot i que no és un crim, investigacions han demostrat que LGTB poden ser víctimes dels "crims d'honor". |
| Kazakhstan          | No                                                                          | -                                                                        | -                                                                   | No                             | No      | - |
| Kirguizstan         | No                                                                          | -                                                                        | -                                                                   | No                             | No      | - |
| Kuwait              | Sí                                                                          | Multa - 7 anys                                                           | -                                                                   | No                             | No      | - |
| Laos                | No                                                                          | -                                                                        | -                                                                   | No                             | No      | El codi penal: |
| Líban               | Només masculina                                                             | Multa - 1 any                                                            | -                                                                   | No                             | No      | Un petit grup ha dut endavant una campanya per a legalitzar les relacions homosexuals consentides entre adults i en privat. |
| Malàisia            | Sí                                                                          | Multa - 20 anys                                                          | -                                                                   | No                             | No      | |
| Maldives            | Només masculina                                                             | Multa - 10 anys                                                          | -                                                                   | No                             | No      | - |
| Mongòlia            | No*                                                                         | -                                                                        | -                                                                   | No                             | No      | [ 35 ] |
| Myanmar             | Sí                                                                          | 10 anys - Cadena perpètua                                                | -                                                                   | No                             | No      | |
| Nepal               | No                                                                          | -                                                                        | -                                                                   | No                             | No      | El codi penal del Nepal va ser tirat pel terra per la Cort Suprema el 21 de desembre de 2007. |
| Oman                | Sí                                                                          | Multa - 3 anys                                                           | -                                                                   | No                             | No      | - |
| Pakistan            | Sí*                                                                         | 2 anys - Cadena perpètua                                                 | -                                                                   | No                             | No      | [ 35 ] |
| Palestina (Gaza)    | Només masculina*                                                            | ? - 10 anys                                                              | -                                                                   | No                             | No      | |
| Qatar               | Sí                                                                          | Multa - 3 anys                                                           | -                                                                   | No                             | No      | - |
| Singapur            | Sí                                                                          | 2 anys                                                                   | -                                                                   | No                             | No      | |
| Síria               | Sí                                                                          | Multa - 3 anys                                                           | -                                                                   | No                             | No      | - |
| Sri Lanka           | Sí                                                                          | Multa - 10 anys                                                          | -                                                                   | No                             | No      | - |
| Taiwan              | No                                                                          | -                                                                        | Sí                                                                  | Sí                             | No      | |
| Tadjikistan         | No                                                                          | -                                                                        | -                                                                   | No                             | No      | - |
| Tailàndia           | No                                                                          | -                                                                        | -                                                                   | No                             | No      | Des del 2005 Tailàndia permet als LGBT servir a l'exèrcit |
| Timor Oriental      | No                                                                          | -                                                                        | -                                                                   | No                             | No      | - |
| Turkmenistan        | Només masculina                                                             | Multa - 2 anys                                                           | -                                                                   | No                             | No      | - |
| Uzbekistan          | Només masculina*                                                            | Multa* - 3 anys*                                                         | -                                                                   | No                             | No      | *"Besoqolbozlik" (només s'aplica al sexe anal) |
| Vietnam             | No                                                                          | -                                                                        | -                                                                   | No                             | No      | Les relacions homosexuals estan explícitament permeses des del 2000. Es creu que mai va ser prèviament castigada. |
| la Xina             | No                                                                          | -                                                                        | -                                                                   | No                             | No      | Lleis matrimonials sota revisió. Vegeu aquesta notícia. |

### Europa
Nota: els membres de la Unió Europea no només exigeix als seus membres no tenir lleis contra l'homosexualitat, sinó que pel Tractat d'Amsterdam els exigeix una legislació en contra de la discriminació a aquest col·lectiu.
| Estat                                                                 | Lleis contra l'homosexualitat | Pena | Unions homosexuals                                                         | Lleis en contra de l'homofòbia | Adopció           | Ampliació |
| · Alemanya                                                            | No                            | -    | Matrimoni                                                                  | Sí                             | No                | Lleis anti-discriminació a nivell federal. Protecció constitucional a l'orientació sexual a alguns lands alemanys. |
| · Albània                                                             | No                            | -    | -                                                                          | Sí*                            | No                | * |
| · Andorra                                                             | No                            | -    | Unions civils                                                              | Sí*                            | Sí                | * World legal wrap up survey Arxivat 2007-09-25 a Wayback Machine. |
| · Armènia                                                             | No                            | -    | -                                                                          | No                             | No                | |
| · Àustria                                                             | No                            | -    | Matrimoni                                                                  | Sí                             | No                | *Sense registre 2003, el registre es va introduir el març del 2008. |
| · Azerbaidjan                                                         | No                            | -    | -                                                                          | No                             | No                | |
| · Bèlgica                                                             | No                            | -    | Matrimoni                                                                  | Sí                             | Sí                | |
| · Belarús                                                             | No                            | -    | -                                                                          | No                             | No                | |
| · Bòsnia i Hercegovina                                                | No                            | -    | -                                                                          | Sí                             | No                | |
| · Bulgària                                                            | No                            | -    | -                                                                          | Sí                             | No                | |
| · Ciutat del Vaticà                                                   | No*                           | -    | No                                                                         | Sí**                           | No                | *L'homosexualitat és tècnicament legal, però de fet està fora del sistema per ser contrària als ensenyaments de l'Església Catòlica. |
| · Catalunya                                                           | No                            |      | Matrimoni                                                                  | Sí                             | Sí                | |
| · Croàcia                                                             | No                            | -    | Parelles de fet                                                            | Sí                             | No                | L'any 2013 es va votar per referèndum a petició d'una associació catòlica l'afegiment a la constitució d'un article que prohibeixi la creació d'una llei favorable als matrimonis homosexuals. El 9% del cens electoral hi va participar, tanmateix, havent tingut una majoria favorable, la constitució ha estat modificada amb dits canvis. |
| · Dinamarca                                                           | No                            | -    | Matrimoni                                                                  | Sí                             | No                | Va ser el primer país que reconegué les parelles homosexuals el 1989. |
| · Eslovàquia                                                          | No                            | -    | -                                                                          | Sí                             | No                | |
| · Eslovènia                                                           | No                            | -    | Parelles de fet                                                            | Sí                             | No                | |
| · Espanya                                                             | No                            | -    | Matrimoni                                                                  | Sí                             | Sí                | |
| · Estònia                                                             | No                            | -    | Unions Civils                                                              | Sí                             | No                | |
| · Finlàndia                                                           | No                            | -    | Matrimoni                                                                  | Sí                             | No                | |
| · França                                                              | No                            | -    | Matrimoni                                                                  | Sí                             | Sí                | |
| · Geòrgia                                                             | No                            | -    | -                                                                          | Sí                             | No                | |
| · Gibraltar                                                           | No                            | -    | Matrimoni (2016)                                                           | Sí                             | No                | World Legal wrap up survey. |
| · Grècia                                                              | No                            | -    | Unions civils                                                              | Sí                             | No                | |
| · Hongria                                                             | No                            | -    | Parelles de fet sense registrar; registre a partir de l'1 de gener de 2009 | Sí                             | No                | |
| · Islàndia                                                            | No                            | -    | Matrimoni                                                                  | Sí                             | Sí                | |
| · Irlanda                                                             | No                            | -    | Parelles de fet                                                            | Sí                             | No                | |
| · Itàlia                                                              | No                            | -    | Unions civils                                                              | Sí (des de 2003)               | No                | |
| · Kosovo                                                              | No                            | -    | -                                                                          | Sí*                            | No                | *Des de 2001 i en el borrador de la Constitució (efectiva a partir de l'abril de 2008). |
| · Letònia                                                             | No                            | -    | -                                                                          | Sí                             | No                | Els matrimonis homosexuals estan prohibits. |
| · Liechtenstein                                                       | No                            | -    | En consideració                                                            | En consideració                | En consideració   | |
| · Lituània                                                            | No                            | -    | -                                                                          | Sí                             | No                | |
| · Luxemburg                                                           | No                            | -    | Matrimoni                                                                  | Sí                             | No                | |
| · Macedònia del Nord                                                  | No                            | -    | -                                                                          | Sí (des de 2005)               | No                | |
| · Malta                                                               | No                            | -    | Unions Civils                                                              | Sí                             | No                | |
| · Moldàvia                                                            | No                            | -    | -                                                                          | En consideració                | No                | |
| · Mònaco                                                              | No                            | -    | No                                                                         | No                             | No                | |
| · Montenegro                                                          | No                            | -    | Unions civils                                                              | No                             | No                | |
| · Noruega                                                             | No                            | -    | Matrimoni                                                                  | Sí                             | Només en acollida | |
| · Països Baixos                                                       | No                            | -    | Matrimoni                                                                  | Sí                             | Sí                | Va ser el primer país del món a legalitzar el matrimoni homosexual el 2001. |
| · Polònia                                                             | No                            | -    | En consideració                                                            | Sí                             | No                | |
| · Portugal                                                            | No                            | -    | Matrimoni                                                                  | Sí                             | Sí                | Protecció constitucional des de 2004. |
| · Regne Unit                                                          | No                            | -    | Matrimoni                                                                  | Sí                             | Sí*               | * Anglaterra, Gal·les i Irlanda del Nord des de 2005, Escòcia des de 2006. |
| · República Turca del Nord de Xipre (no reconeguda internacionalment) | No                            | -    | No                                                                         | No                             | No                | Il·legal fins l'1 de gener de 2009, per un nou codi criminal que rebutja la prohibició. |
| · República Txeca                                                     | No                            | -    | Parelles de fet                                                            | Sí                             | No                | |
| · Romania                                                             | No                            | -    | -                                                                          | Sí                             | No                | |
| · Rússia                                                              | No                            | -    | -                                                                          | Sí                             | No                | |
| · San Marino                                                          | No                            | -    | -                                                                          | No                             | No                | |
| · Sèrbia                                                              | No                            | -    | -                                                                          | Sí*                            | No                | *Sèrbia prohibeix la discriminació basada en l'orientació sexual a la Llei Laboral des de 2005. |
| · Suècia                                                              | No                            | -    | Matrimoni                                                                  | Sí                             | Sí                | Protecció constitucional per a l'orientació sexual des de 2003; les parelles de fet tenen els mateixos drets que el matrimoni heterosexual, inclosa l'adopció, però són legalment diferents. |
| · Suïssa                                                              | No                            | -    | Matrimoni                                                                  | Sí                             | Sí                | Protecció constitucional per a l'orientació sexual des de 2000. Matrimoni, adopció i accés a reproducció assistida aprovat per referèndum el 2021. |
| Turquia                                                               | No                            | -    | -                                                                          | No                             | No                | |
| · Ucraïna                                                             | No                            | -    | No                                                                         | En consideració                | No                | |
| · Xipre                                                               | No*                           | -    | -                                                                          | Sí                             | No                | *Il·legal a Xipre del Nord fins l'1 de gener de 2009, per un nou codi criminal que rebutja la prohibició. Veure més amunt. |

### Oceania
| Estat               | Legalitat de les relacions del mateix sexe              | Pena                            | Unions homosexuals | Lleis en contra de l'homofòbia | Adopció | Ampliació |
| · Austràlia         | 1997 a nivell federal                                   | -                               | Matrimoni a nivell federal (2017). Unions civils al Territori de la Capital Australiana, Nova Gal·les del Sud, Queensland, Tasmània, Victòria i Austràlia Meridional | Sí                             | Sí      | El matrimoni homosexual fou prohibit per la legislació comuna el 2004. El 2017 es va modificar la legislació per legalitzar-lo a nivell federal. |
| · Micronèsia        |                                                         | -                               | - | -                              | No      | - |
| · Fiji              | 2010                                                    | -                               | - | -                              | -       | La Constitució il·legalitzà la discriminació contra l'orientació sexual.                                                                         |
| · Illes Marshall    | 2005                                                    | -                               | - | No                             | No      | Vegeu «Criminal Code [31 MIRC Ch 1]». Arxivat de l'original el 2012-03-22. [Consulta: 31 març 2008]..                                            |
| · Salomó            |                                                         | Multa-14 anys (sense aplicació) | - | No                             | No      | - |
| · Nauru             | 2016                                                    | No                              | - | -                              | No      | |
| · Nova Zelanda      | 1986                                                    | -                               | Matrimoni (2013) | Sí                             | Sí      | |
| · Palau             | 2014                                                    | -                               | Prohibició constitucional | -                              | No      | - |
| · Papua Nova Guinea | / Només femenina                                        | Multa-14 anys (sense aplicació) | - | No                             | No      | - |
| · Samoa             | / Només femenina                                        | Multa-7 anys (sense aplicació)  | - | No                             | No      | [ 35 ] |
| · Tonga             | / Només femenina                                        | Multa-10 anys (sense aplicació) | - | No                             | No      | - |
| · Tuvalu            | / Només femenina. Legalització proposada                | Multa-14 anys (sense aplicació) | - | No                             | No      | - |
| · Vanuatu           | Mai fou il·legal. Edat de consentiment igualada el 2007 | -                               | - | No                             | No      | - |